# Prey (2022 film)
Prey er en amerikansk science fiction- og actionfilm fra 2022 instrueret af Dan Trachtenberg og skrevet af Patrick Aison, baseret på Predator-serien af Jim Thomas og John Thomas. Det er den femte episode i franchisen og en prequel til de første fire film. I hovedrollerne er Amber Midthunder, Dakota Beavers, Michelle Thrush, Stormee Kipp, Julian Black Antelope og Dane DiLiegro. Historien handler om Naru, en dygtig Comanche-kriger, der beskytter sin stamme mod et fremmed rovdyr, der jager mennesker for sport.
Udviklingen af filmen begyndte under produktionen af The Predator (2018), da producent John Davis blev opsøgt af Trachtenberg og Aison, med et koncept, som de havde udviklet siden 2016. Filmens titel blev afsløret for at være kodenavnet for den femte del i franchisen. Prey havde premiere på San Diego Comic-Con den 21. juli 2022 og blev udgivet af 20th Century Studios som en Hulu original film i USA den 5. august 2022. Filmen modtog positive anmeldelser fra kritikere, som roste filmen for dens visuelle effekter, instruktion og manuskript.

## Plot
I 1719 drømmer en ung Comanche-kvinde ved navn Naru om at blive en stor jæger ligesom sin bror, Taabe. Mens hun jager hjorte med sin hund, Sarii, er hun vidne til ankomsten af en Thunderbird (et rumskib som Predators har), og tager dette som et tegn på, at hun er parat til at skulle bevise sig selv overfor de andre. Taabe indvilliger i at tage hende med som leder i en eftersøgningsgruppe efter en bjergløve, som har angrebet en af stammens jægere.
Da Naru finder de usædvanlige spor efter en Predator, går hun tilbage med Paake og finder Taabe. Sammen sætter de en fælde for løven, men den formår at dræbe Paake. Naru sårer løven, men falder og slår hendes hoved efter at være blevet distraheret af et mærkeligt lysudbrud i det fjerne. Taabe bærer hende hjem og vender tilbage for at afslutte den svækkede løve. Overbevist om, at den virkelige trussel stadig er derude, forlader Naru hjemmet med Sarii i hemmelighed næste dag for at jage; hun støder på en flok flåede bisoner og forsøger senere at dræbe en grizzlybjørn, men bliver hurtigt stødt ind i et hjørne af udyret. Bjørnen bliver angrebet og dræbt af en Predator, hvilket giver Naru tid til at flygte, før han løber ind i en gruppe Comanche, der er sendt for at finde hende. Naru forsøger at flygte endnu en gang, men bliver fanget i en dyrefælde. Predatoren forladeren hende, i den tro at hun ikke længere er en trussel.
Franske rejsende, som var dem, der var ansvarlige for at flå bisonen for deres skind, finder Naru og spærrer hende. Deres oversætter, Raphael Adolini, udspørger Naru om Predatoren. Da hun nægter at tale, afslører den ledende rejsende, at han også har Taabe i fangenskab og torturerer ham, før han binder begge søskende som lokkemad for Predatoren. Ved at bruge sine avancerede våben dræber Predator de fleste af de rejsende, mens Taabe og Naru flygter. Naru redder Sarii fra de rejsendes lejr og falder over en døende Raphael, som lærer hende at bruge sin flintlåspistol i bytte for medicinsk behandling. Naru giver ham urter, der reducerer hans kropsvarme for at standse blødningen, men Predatoren ankommer snart. Raphael spiller død, mens Naru ser på, mens Predatoren inspicerer Raphaels krop med dens termiske vision. Raphel bliver dræbt, efter at Predatoren træder på hans sårede ben, hvilket får ham til at skrige.
Søskendeparret er i stand til at svække Predatoren, før det bruger sin usynlighedskappe til at gemme sig og snige sig ind på Taabe og stikker ham gennem ryggen. Naru flygter ind i skoven og finder den overlevende ledende rejsende, som tidligere havde tortureret Taabe. Hun slår ham ud, skærer et af hans ben af og giver ham en ubelastet pistol, før hun spiser urterne for at skjule hendes varmesignatur, og lokker Predatoren til at dræbe den rejsende. Hun bruger Adolinis pistol til at overfalde Predatoren bagfra og slår masken af. Hun stjæler masken og løber dybt ind i skoven for at forberede sig på et sidste opgør.
Ved at bruge al sin viden om væsnets karakteristika og taktik lokker Naru det ind i en mudderhul, hun tidligere var faldet i, og bruger derefter væsnets maske til at vende sit eget projektilvåben mod det. Væsenet dør af sine sår, og Naru skærer hovedet af og maler hendes ansigt med dets glødende blod. Hun bringer hovedet og flintlåspistolen tilbage til sin stamme og fortæller dem, at der er fare i nærheden, og at det er tid for dem at finde et nyt hjem. Stammen ærer hendes sejr, da Naru, strålende af stolthed, bliver den nye krigschef. Et hulemaleri i sluttekstsekvensen viser tre Predator-skibe, der ankommer til Jorden.